# 아랍에미리트의 마천루 목록

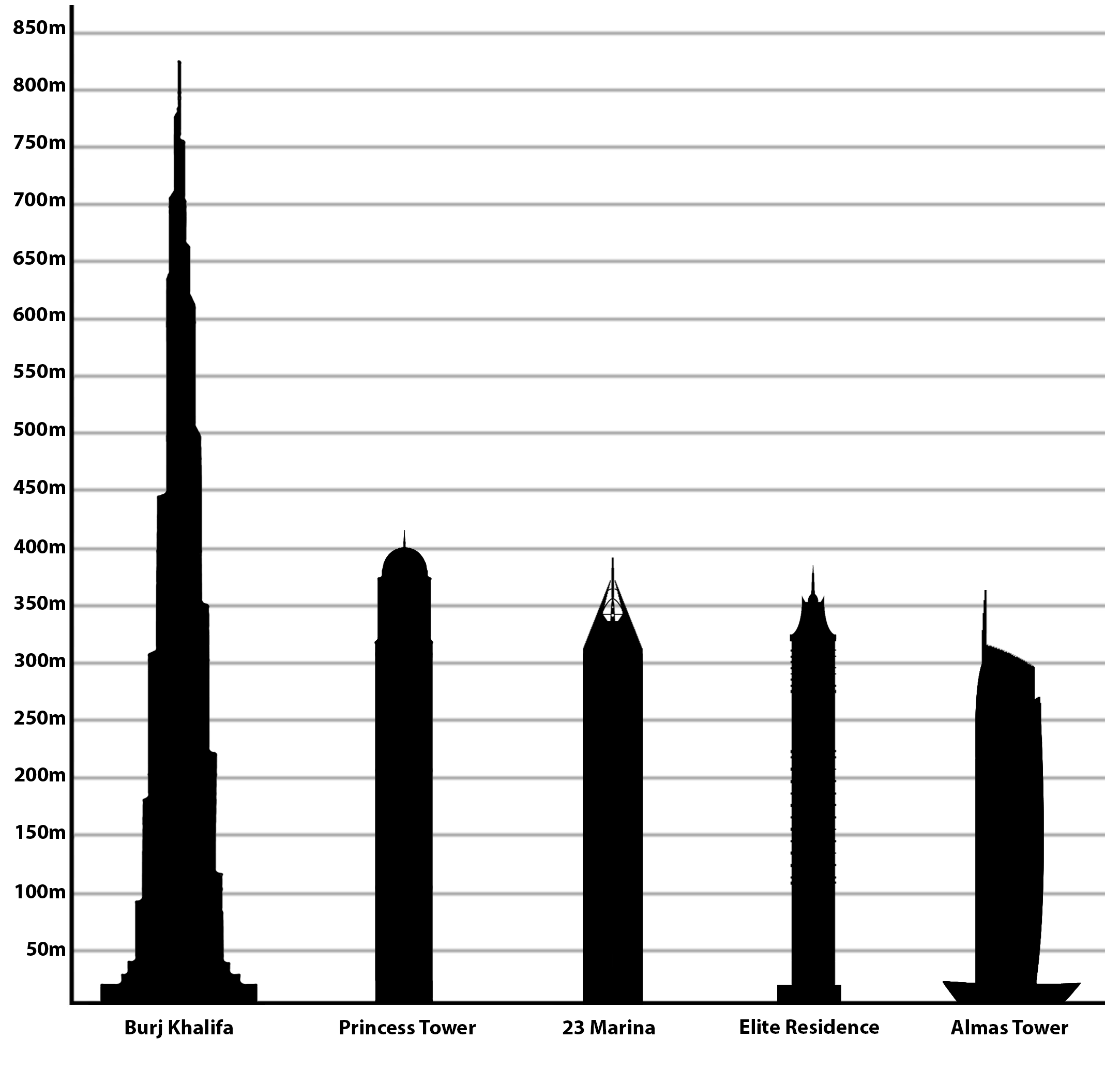
아랍에미리트에서 가장 높은 마천루다.

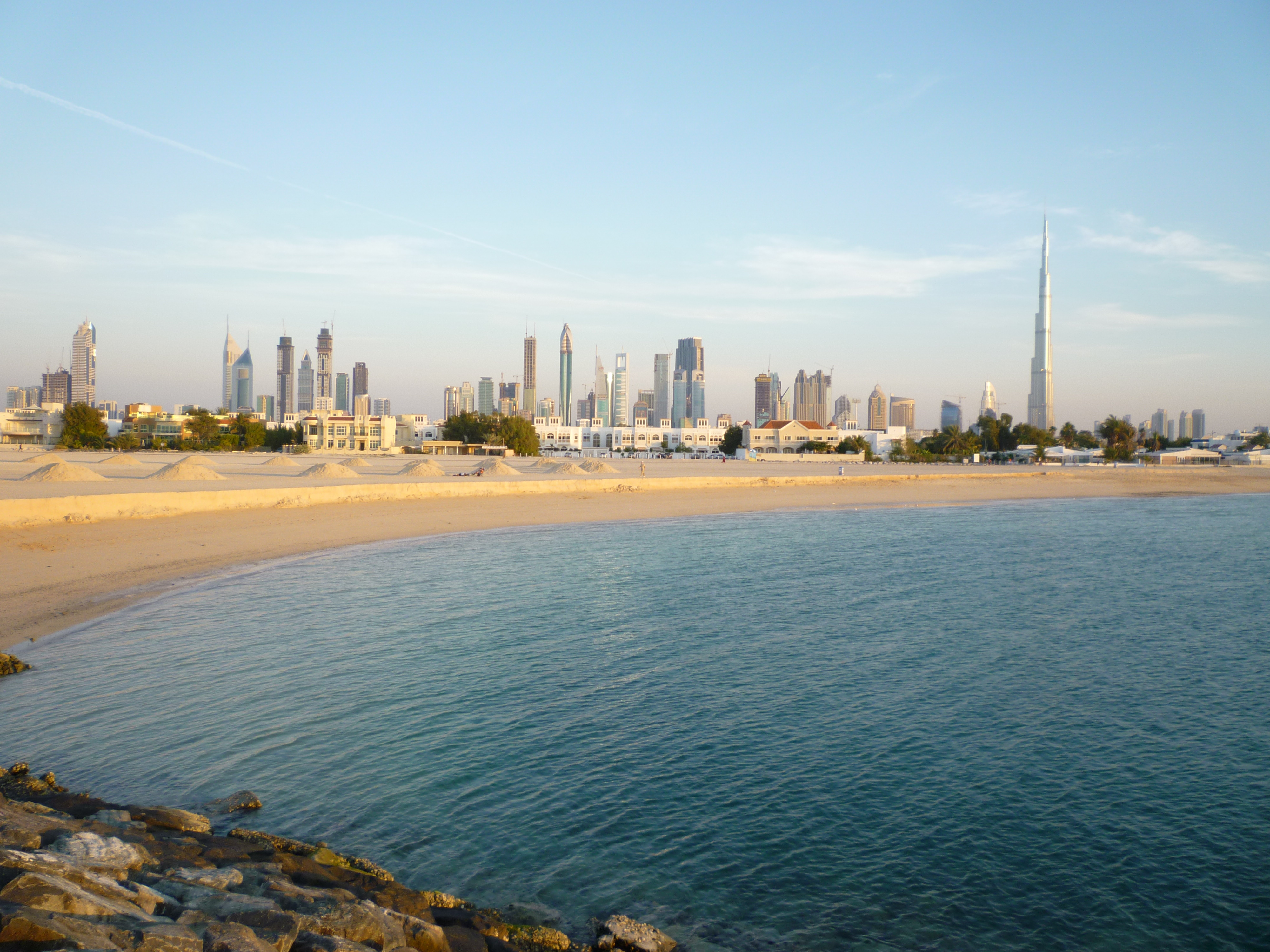
오른쪽에 보이는 부르즈 할리파와 두바이 스카이라인

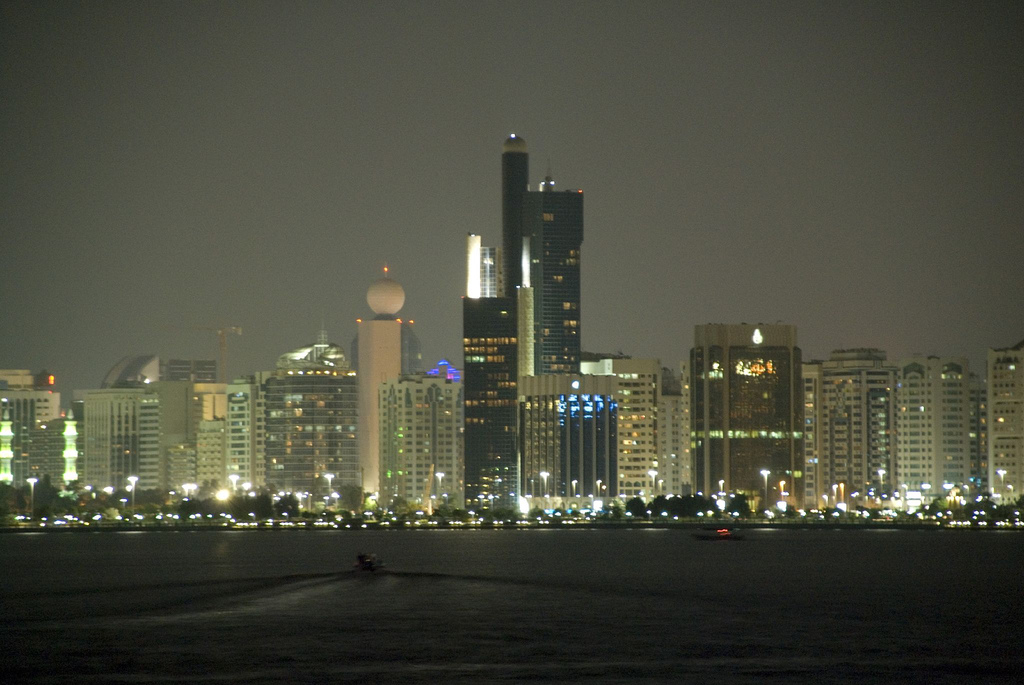
1994년부터 아랍에미리트에서 가장 높은 바이누나 타워가 있는 아부다비의 스카이라인은 1999년 에미리트 타워가 완공될 때까지 이어졌다.

아랍에미리트의 마천루 목록은 아랍에미리트의 공식 높이에 따라 고층 건물을 분류한 것이다. 아랍에미리트에서 가장 높은 마천루는 부르즈 할리파로 828 미터 (2,717 ft) 높이에 163층으로 이루어져 있다. 이 탑은 2010년 1월에 완공된 이래 세계에서 가장 높은 마천루와 세계에서 가장 높은 인공 구조로 나타났다. 아랍에미리트에서 두 번째로 높은 마천루는 414-미터 (1,358 ft) 세계에서 가장 높은 주거용 마천루인 프린세스 타워다. 아랍에미리트의 마천루는 주로 두바이와 아부다비에 위치해 있다.
그러나 두바이에는 아부다비보다 더 높은 곳이 있다. 두바이에는 높이가 300 미터 (984 ft) 이상 올라가는 세계에서 가장 많은 도시로 18개의 완공되고 토핑 아웃 마천루가 있다. 두바이에는 높이가 최소 200 미터 (656 ft)가 넘는 73개의 완공되고 토핑 아웃이 있으며, 이는 세계의 어느 도시보다 많은 것이다. 가장 높은 마천루 10채의 평균 높이를 기준으로 두바이는 중동과 세계에서 가장 높은 스카이라인을 보유하고 있다. 2015년 기준, 두바이의 스카이라인은 높이가 100 미터 (330 ft) 이상인 마천루가 248개로 세계 6위다.

## 가장 높은 마천루
이 목록은 표준 높이 측정을 기준으로 최소 200 미터 (656 ft) 높이에 있는 아랍에미리트의 완공되고 토핑 아웃인 마천루를 마쳤다. 여기에는 첨탑 및 건축 세부사항이 포함되지만 안테나 마스트는 포함되지 않는다. 순위 뒤에 오는 등호 (=)는 두 개 이상의 마천루 사이에서 동일한 높이를 나타낸다. "연도" 열은 마천루가 완공된 연도를 나타낸다.

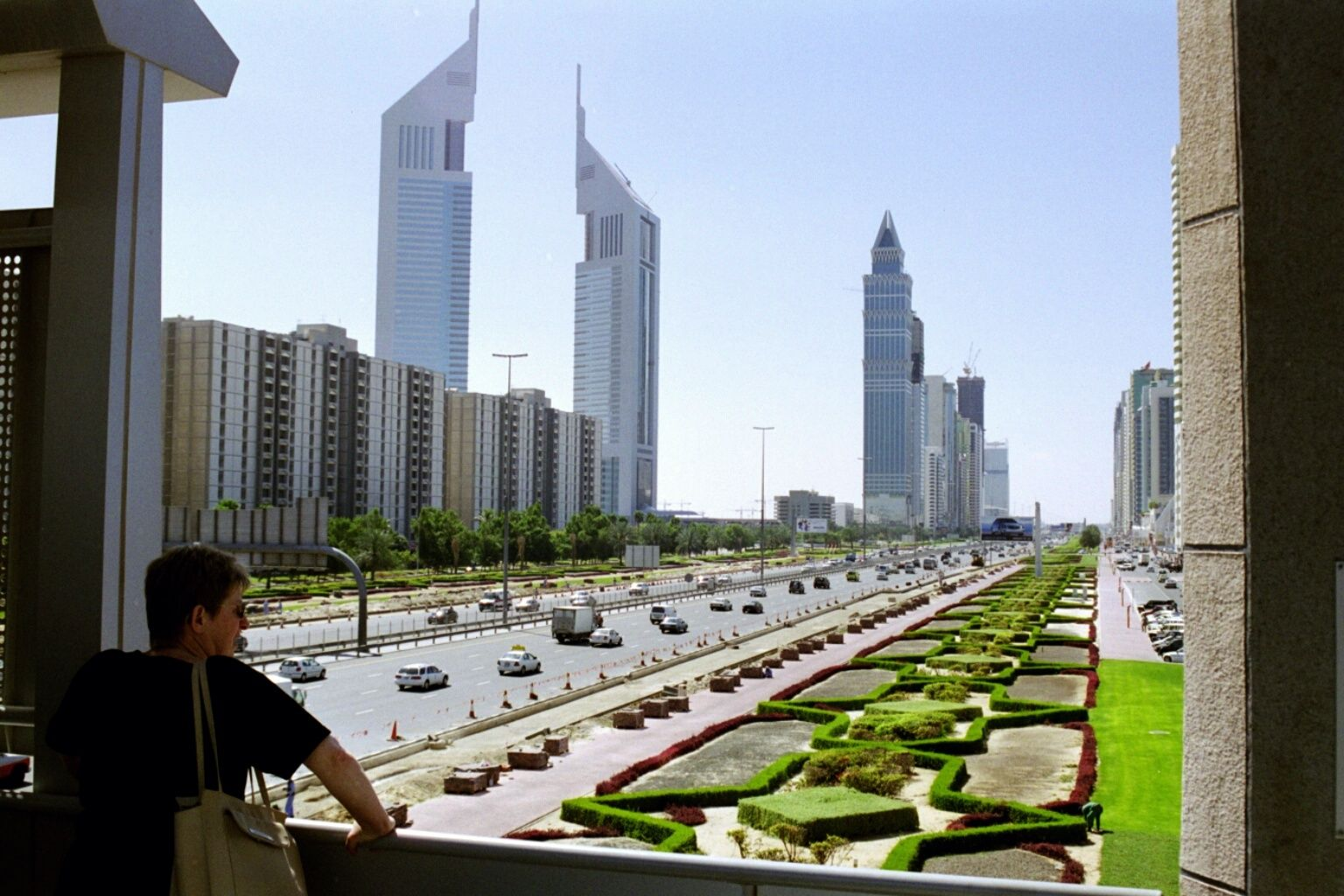
두바이의 에미리트 타워

| 순위 | 이름                                 | 높이 m (ft)           | 층수 | 연도 | 도시     | 비고 |
| ---- | ------------------------------------ | --------------------- | ---- | ---- | -------- | --- |
| 1    | 부르즈 할리파                        | 828 미터 (2,717 ft)   | 163  | 2010 | 두바이   | 이 마천루는 2009년 1월 16일에 세계에서 가장 높은 마천루가 되었다.                                              |
| 2    | 프린세스 타워                        | 413 미터 (1,355 ft)   | 101  | 2012 | 두바이   | 세계에서 가장 높은 모든 주거용 마천루                                                                          |
| 3    | 23 마리나                            | 392.8 미터 (1,289 ft) | 90   | 2012 | 두바이   | [ 11 ] [ 12 ]                                                                                                  |
| 4=   | 엘리트 레지던스                      | 380 미터 (1,250 ft)   | 87   | 2012 | 두바이   | [ 13 ] [ 14 ]                                                                                                  |
| 4=   | 부르즈 무함마드 빈 라시드            | 381 미터 (1,250 ft)   | 92   | 2014 | 아부다비 | 아부다비 및 세계 무역 센터 본부에서 가장 높은 마천루이다.                                                      |
| 6    | 알마스 타워                          | 360 미터 (1,180 ft)   | 68   | 2009 | 두바이   | 두바이에서 가장 높은 모든 사무실 마천루                                                                        |
| 7=   | JW 매리엇 마키스 두바이 타워 1       | 355 미터 (1,165 ft)   | 77   | 2012 | 두바이   | 세계에서 두 번째로 높은 호텔                                                                                   |
| 7=   | JW 매리엇 마키스 두바이 타워 2       | 355 미터 (1,165 ft)   | 77   | 2012 | 두바이   | [ 19 ] [ 20 ]                                                                                                  |
| 9    | 에미리트 오피스 타워                 | 355 미터 (1,165 ft)   | 54   | 1999 | 두바이   | 에미레이트 타워 원이라고도 함                                                                                  |
| 10   | 더 토치                              | 337 미터 (1,106 ft)   | 79   | 2011 | 두바이   | [ 23 ] |
| 11   | 로즈 타워                            | 333 미터 (1,093 ft)   | 72   | 2007 | 두바이   | 세계에서 세 번째로 높은 호텔                                                                                   |
| 12   | 알 야쿠브 타워[A]                    | 328 미터 (1,076 ft)   | 72   | 2011 | 두바이   | |
| 13   | 더 인덱스                            | 326 미터 (1,070 ft)   | 80   | 2010 | 두바이   | [ 24 ] [ 25 ] [ 26 ]                                                                                           |
| 14   | 더 랜드마크                          | 324 미터 (1,063 ft)   | 72   | 2013 | 아부다비 | [ 27 ] [ 28 ]                                                                                                  |
| 15   | 부르즈 알 아랍                       | 321 미터 (1,053 ft)   | 60   | 1999 | 두바이   | 세계에서 가장 높은 마천루는 완공 당시 독점적으로 호텔로 사용되었으며, 세계에서 유일하게 7성급 등급을 받는 호텔 |
| 16   | HHHR 타워                            | 318 미터 (1,043 ft)   | 72   | 2010 | 두바이   | [ 31 ] [ 32 ]                                                                                                  |
| 17   | 스카이 타워                          | 312 미터 (1,024 ft)   | 74   | 2010 | 아부다비 | [ 33 ] |
| 18   | 오션 하이츠                          | 310 미터 (1,020 ft)   | 83   | 2010 | 두바이   | [ 34 ] |
| 19   | 주메이라 에미리트 타워스 호텔        | 309 미터 (1,014 ft)   | 56   | 2000 | 두바이   | 에미레이트 타워 투라고도 함                                                                                    |
| 20   | 인피니티 타워[A]                     | 306 미터 (1,004 ft)   | 76   | 2012 | 두바이   | 공사중 - 마천루는 2012년에 꼭대기에 올랐다.                                                                    |
| 21   | 에티하드 타워 2                      | 305 미터 (1,001 ft)   | 77   | 2011 | 아부다비 | [ 39 ] |
| 22   | 더 어드레스 다운타운 두바이          | 302 미터 (991 ft)     | 63   | 2008 | 두바이   | [ 40 ] [ 41 ]                                                                                                  |
| 23   | 에미리트 크라운                      | 296 미터 (971 ft)     | 63   | 2008 | 두바이   | [ 42 ] [ 43 ]                                                                                                  |
| 24   | 칼리드 알 아타르 타워 2              | 294 미터 (965 ft)     | 66   | 2011 | 두바이   | [ 44 ] [ 45 ]                                                                                                  |
| 25   | 이슬라믹 뱅크 오피스 타워[A]         | 294 미터 (965 ft)     | 49   | 2011 | 두바이   | [ 46 ] [ 47 ]                                                                                                  |
| 26=  | 밀레니엄 타워                        | 285 미터 (935 ft)     | 60   | 2006 | 두바이   | [ 48 ] [ 49 ]                                                                                                  |
| 26=  | 술라파 타워                          | 285 미터 (935 ft)     | 75   | 2010 | 두바이   | [ 50 ] [ 51 ]                                                                                                  |
| 28   | D1[A]                                | 284 미터 (932 ft)     | 80   | 2013 | 두바이   | 공사중 - 마천루는 2012년에 꼭대기에 올랐다.                                                                    |
| 29   | 마리나 피나클                        | 280 미터 (920 ft)     | 73   | 2011 | 두바이   | [ 54 ] [ 55 ]                                                                                                  |
| 30   | 트러스트 타워                        | 278 m (912 ft)        | 60   | 2013 | 아부다비 | 아부다비 세계 무역 센터 사무소 센트럴 마켓 프로젝트다.                                                         |
| 31   | 에티하드 타워 1                      | 277 미터 (909 ft)     | 70   | 2011 | 아부다비 | [ 56 ] |
| 32   | JAL 호텔                             | 269 미터 (883 ft)     | 60   | 2010 | 두바이   | [ 57 ] [ 58 ] [ 59 ]                                                                                           |
| 33   | 21세기 타워                          | 269 미터 (883 ft)     | 55   | 2003 | 두바이   | [ 60 ] [ 61 ]                                                                                                  |
| 34   | 네이션 타워 - 타워 A                 | 268 미터 (879 ft)     | 65   | 2011 | 아부다비 | |
| 35=  | 알 카짐 타워 1                       | 265 미터 (869 ft)     | 53   | 2008 | 두바이   | [ 62 ] [ 63 ]                                                                                                  |
| 35=  | 알 카짐 타워 2                       | 265 미터 (869 ft)     | 53   | 2008 | 두바이   | [ 64 ] [ 65 ]                                                                                                  |
| 37   | 우보라 타워 1                        | 263 미터 (863 ft)     | 58   | 2010 | 두바이   | [ 66 ] [ 67 ]                                                                                                  |
| 38   | 이슬라믹 뱅크 레지던셜 타워          | 261 미터 (856 ft)     | 51   | 2011 | 두바이   | [ 68 ] [ 69 ]                                                                                                  |
| 39   | 에티하드 타워 3                      | 260 미터 (850 ft)     | 62   | 2011 | 아부다비 | [ 70 ] |
| 40   | 비전 타워                            | 260 미터 (850 ft)     | 60   | 2008 | 두바이   | [ 71 ] [ 72 ]                                                                                                  |
| 41   | 콘래드 두바이[A]                     | 255 미터 (837 ft)     | 51   | 2012 | 두바이   | 공사중 - 마천루는 2012년에 꼭대기에 올랐다.                                                                    |
| 42   | 두바이 매리엇 하버 호텔 & 스위트     | 254 미터 (833 ft)     | 59   | 2007 | 두바이   | 또한 알 마르사 타워로 알려짐                                                                                   |
| 43   | 앙사나 스위트 타워                   | 250 미터 (820 ft)     | 49   | 2007 | 두바이   | [ 78 ] [ 79 ]                                                                                                  |
| 44   | 첼시 타워                            | 250 미터 (820 ft)     | 49   | 2005 | 두바이   | [ 80 ] [ 81 ]                                                                                                  |
| 45   | 알 테이어 타워                       | 249 미터 (817 ft)     | 59   | 2009 | 두바이   | [ 82 ] [ 83 ]                                                                                                  |
| 46   | 롤렉스 타워                          | 247 미터 (810 ft)     | 63   | 2010 | 두바이   | [ 84 ] |
| 47   | 비다 레지던스 다운타운 두바이        | 246 미터 (807 ft)     | 58   | 2018 | 두바이   | 2018년 5월에 완공됨                                                                                            |
| 48=  | 알 패튼 타워                         | 245 미터 (804 ft)     | 51   | 2006 | 두바이   | [ 85 ] [ 86 ]                                                                                                  |
| 48=  | 오아시스 비치 타워                   | 245 미터 (804 ft)     | 51   | 2006 | 두바이   | [ 87 ] [ 88 ]                                                                                                  |
| 49   | AAM 타워                             | 244 미터 (801 ft)     | 46   | 2008 | 두바이   | 아렌코 타워라고도 한다.                                                                                        |
| 50   | 더 타워                              | 243 미터 (797 ft)     | 54   | 2002 | 두바이   | [ 91 ] [ 92 ]                                                                                                  |
| 51   | 사마 타워                            | 240 미터 (790 ft)     | 51   | 2009 | 두바이   | [ 93 ] [ 94 ]                                                                                                  |
| 52=  | 처칠 레지던시                        | 235 미터 (771 ft)     | 61   | 2010 | 두바이   | [ 95 ] [ 96 ]                                                                                                  |
| 52=  | 더 빌딩 바이 다만[A]                 | 235 미터 (771 ft)     | 65   | 2012 | 두바이   | 공사중 - 마천루는 2012년에 꼭대기에 올랐다.                                                                    |
| 54   | 파크 플레이스                        | 234 미터 (768 ft)     | 56   | 2007 | 두바이   | [ 100 ] [ 101 ]                                                                                                |
| 55   | 에티하드 타워 4                      | 234 미터 (768 ft)     | 61   | 2011 | 아부다비 | [ 102 ] |
| 56   | 매그 218 타워                        | 232 미터 (761 ft)     | 66   | 2010 | 두바이   | [ 103 ] [ 104 ]                                                                                                |
| 57   | 알 테이어 타워                       | 225 미터 (738 ft)     | 59   | 2009 | 두바이   | 또한 마나젤 알 사파 타워로 알려져 있다.                                                                        |
| 58   | 더 베이 게이트[A]                    | 221 미터 (725 ft)     | 53   | 2012 | 두바이   | 공사중 - 2008년에 쌓인 마천루                                                                                  |
| 59=  | 앙사나 호텔 타워                     | 221 미터 (725 ft)     | 49   | 2008 | 두바이   | [ 109 ] |
| 59=  | 앙사나 스위트 타워                   | 221 미터 (725 ft)     | 49   | 2007 | 두바이   | [ 110 ] [ 111 ]                                                                                                |
| 61   | 트리덴트 그랜드 레지던스             | 220 미터 (720 ft)     | 45   | 2009 | 두바이   | [ 112 ] |
| 62   | 알 바틴 타워                         | 220 미터 (720 ft)     | 55   | 2013 | 두바이   | 공사중 - 2013년에 건축물이 쌓였다.                                                                             |
| 63   | 주메이라 베이 2                      | 218 미터 (715 ft)     | 47   | 2009 | 두바이   | [ 115 ] [ 116 ]                                                                                                |
| 64=  | 주메이라 비치 레지던스 사다프 4      | 216 미터 (709 ft)     | 54   | 2007 | 두바이   | [ 117 ] [ 118 ]                                                                                                |
| 64=  | 암와즈 로타나 리조트                 | 216 미터 (709 ft)     | 25   | 2007 | 두바이   | [ 117 ] [ 118 ]                                                                                                |
| 64=  | 주메이라 비치 레지던스 사다프 4      | 216 미터 (709 ft)     | 54   | 2007 | 두바이   | [ 119 ] [ 120 ]                                                                                                |
| 67   | 알 시프 타워                         | 215 미터 (705 ft)     | 46   | 2005 | 두바이   | [ 121 ] [ 122 ]                                                                                                |
| 68=  | 그로스브너 하우스 더 레지던스        | 210 미터 (690 ft)     | 48   | 2010 | 두바이   | [ 123 ] [ 124 ]                                                                                                |
| 68=  | 그로스브너 하우스 웨스트 마리나 비치 | 210 미터 (690 ft)     | 48   | 2005 | 두바이   | [ 125 ] [ 126 ]                                                                                                |
| 68=  | 알 로스타마니 메이즈 타워            | 210 미터 (690 ft)     | 56   | 2010 | 두바이   | [ 127 ] |
| 68=  | 라티파 타워                          | 210 미터 (690 ft)     | 56   | 2010 | 두바이   | [ 128 ] |
| 68=  | 르 레브                              | 210 미터 (690 ft)     | 50   | 2006 | 두바이   | [ 129 ] [ 130 ]                                                                                                |
| 74=  | 마리나 하이츠 타워                   | 208 미터 (682 ft)     | 55   | 2006 | 두바이   | [ 131 ] [ 132 ] [ 133 ]                                                                                        |
| 74=  | 익스큐티브 타워 M                    | 208 미터 (682 ft)     | 52   | 2009 | 두바이   | [ 134 ] |
| 74=  | 주메이라 비치 레지던스 바하르 1      | 208 미터 (682 ft)     | 52   | 2007 | 두바이   | [ 135 ] [ 136 ]                                                                                                |
| 77=  | 마리나 크라운                        | 207 미터 (679 ft)     | 52   | 2006 | 두바이   | [ 137 ] [ 138 ]                                                                                                |
| 77=  | 타마니 호텔 마리나                   | 207 미터 (679 ft)     | 54   | 2006 | 두바이   | [ 139 ] [ 140 ]                                                                                                |
| 79   | 나시마 타워                          | 204 미터 (669 ft)     | 49   | 2010 | 두바이   | [ 141 ] [ 142 ]                                                                                                |
| 80   | 두바이 믹시드 유즈 타워              | 200 미터 (660 ft)     | 61   | 2013 | 두바이   | 공사중 - 2012년에 쌓인 마천루이다.                                                                             |
| 81   | 더 시타델                            | 201 미터 (659 ft)     | 48   | 2008 | 두바이   | [ 143 ] [ 144 ]                                                                                                |
| 82=  | MBK 타워                             | 200 미터 (660 ft)     | 59   | 2010 | 두바이   | [ 145 ] |
| 82=  | 샹그릴라 호텔                        | 200 미터 (660 ft)     | 43   | 2003 | 두바이   | [ 146 ] [ 147 ] [ 148 ]                                                                                        |
| 82=  | 알 바틴 레지던스                     | 200 미터 (660 ft)     | 50   | 2013 | 두바이   | [ 149 ] |

### 공사중인 마천루
아랍에미리트에서 현재 공사중인 마천루 목록으로 최소 200 미터 (656 ft) 높이가 될 것으로 예상된다. 이미 건축된 마천루도 포함되어 있다.
| 순위 | 이름                                 | 높이 m (ft)           | 층수 | 연도 | 도시     | 비고                                        |
| ---- | ------------------------------------ | --------------------- | ---- | ---- | -------- | ------------------------------------------- |
| 1    | 두바이 원                            | 711 미터 (2,333 ft)   | 161  | 2022 | 두바이   |                                             |
| 2    | 라 메이슨 바이 HDS[A]                | 386.5 미터 (1,268 ft) | 105  | 2021 | 두바이   | 공사중단                                    |
| 3    | 마리나 101[A]                        | 426.5 미터 (1,399 ft) | 101  | 2015 | 두바이   | [ 150 ] [ 151 ]                             |
| 4    | 일 프리모 타워 1                     | 356 미터 (1,168 ft)   | 88   | 2021 | 두바이   |                                             |
| 5    | 아흐메드 압둘 라힘 알 아타르 타워[A] | 342 미터 (1,122 ft)   | 76   | 2014 | 두바이   | [ 152 ] [ 153 ]                             |
| 6    | DAMAC 하이츠                         | 335 미터 (1,099 ft))  | 85   | 2016 | 두바이   | [ 154 ]                                     |
| 7    | 더 스카이스크래퍼 (두바이)           | 330 미터 (1,080 ft)   | 66   | 2014 | 두바이   | [ 155 ]                                     |
| 8    | 포르테 1                             | 327 미터 (1,073 ft)   | 80   | 2020 | 두바이   |                                             |
| 9    | 스카이 타워                          | 310 미터 (1,020 ft)   | 74   | 2010 | 아부다비 | [ 156 ] [ 157 ]                             |
| 10   | 인피니티 타워[A]                     | 306 미터 (1,004 ft)   | 80   | 2013 | 두바이   | 공사중 - 마천루는 2012년에 꼭대기에 올랐다. |
| 11   | 두바이 펄 타워                       | 300 미터 (980 ft)     | 73   | 2016 | 두바이   | [ 160 ]                                     |
| 12   | 타메에르 타워                        | 300 미터 (980 ft)     | 73   | 2013 | 아부다비 | [ 161 ]                                     |
| 13   | 일 프리모 타워 2                     | 300 미터 (980 ft)     | 71   | 2021 | 두바이   | 공사중                                      |
| 14   | D1[A]                                | 284 미터 (932 ft)     | 80   | 2013 | 두바이   | 공사중 - 마천루는 2012년에 꼭대기에 올랐다. |
| 15   | 알 헤크마 타워                       | 282 미터 (925 ft)     | 64   | 2013 | 두바이   | [ 162 ] [ 163 ]                             |
| 16   | 센트럴 마켓 커머셜 타워              | 280 미터 (920 ft)     | 66   | 2013 | 아부다비 | [ 164 ] [ 165 ]                             |
| 17   | 콘래드 두바이                        | 255 미터 (837 ft)     | 51   | 2013 | 두바이   | 공사중 - 마천루는 2012년에 꼭대기에 올랐다. |
| 18   | 센트럴 마켓 호텔 타워                | 254 미터 (833 ft)     | 58   | 2013 | 아부다비 | [ 166 ]                                     |
| 19   | 더 게이트 레지던셜 타워 1            | 250 미터 (820 ft)     | 60   | 2013 | 아부다비 | [ 167 ] [ 168 ]                             |
| 20   | 더 게이트 레지던셜 타워 2            | 250 미터 (820 ft)     | 60   | 2013 | 아부다비 | [ 169 ] [ 170 ]                             |
| 21   | 더 게이트 레지던셜 타워 3            | 250 미터 (820 ft)     | 60   | 2013 | 아부다비 | [ 171 ] [ 172 ]                             |
| 22   | 더 게이트 레지던셜 타워 4            | 250 미터 (820 ft)     | 60   | 2013 | 아부다비 | [ 173 ] [ 174 ]                             |
| 23   | 아흐메드 쿠리 타워                   | 250 미터 (820 ft)     | 60   | 2013 | 두바이   | [ 175 ]                                     |
| 24   | 에미리트 펄                          | 240 미터 (790 ft)     | 47   | 2009 | 아부다비 | [ 176 ] [ 177 ]                             |
| 25   | 더 빌딩 바이 다만[A]                 | 235 미터 (771 ft)     | 65   | 2013 | 두바이   | 공사중 - 마천루는 2011년에 정상에 올랐다.   |
| 26   | 부르즈 알 살람                       | 235 미터 (771 ft)     | 58   | 2013 | 두바이   | [ 178 ] [ 179 ]                             |
| 27   | 타메에르 타워 A                      | 227 미터 (745 ft)     | 62   | 2013 | 아부다비 | [ 180 ]                                     |
| 28   | 타메에르 타워 C                      | 227 미터 (745 ft)     | 62   | 2013 | 아부다비 | [ 181 ]                                     |
| 29   | 더 베이 게이트[A]                    | 221 미터 (725 ft)     | 53   | 2013 | 두바이   | 공사중 - 마천루는 2008년에 정상에 올랐다.   |
| 30   | 포르테 2                             | 204 미터 (669 ft)     | 50   | 2020 | 두바이   |                                             |

### 보류...
이 표에는 두바이에서 한때 공사중이었던 마천루가 나열되어 있고 높이가 180 미터 (591 ft) 이상 상승할 것으로 예상되었지만 현재 보류중인 마천루가 나열되어 있다. 공식적으로 취소되지는 않았지만 각 개발 단계마다 공사가 중단되었다.
| 순위 | 이름                                | 높이 m (ft)         | 층수 | 연도 (est.) | 도시   | 비고                                                       |
| ---- | ----------------------------------- | ------------------- | ---- | ----------- | ------ | ---------------------------------------------------------- |
| 1    | 엔티사르 타워                       | 570 미터 (1,870 ft) | 121  | 2022        | 두바이 | 2016년에 건설을 시작하였고 2017년부터 아예 보류된 상태     |
| 2    | 펜토미니엄                          | 516 미터 (1,693 ft) | 122  | 2024        | 두바이 | 완공되면 세계에서 두번째로 높은 모든 주거용 마천루가 될 것 |
| 3    | 부르즈 알 알람                      | 510 미터 (1,670 ft) | 108  | 취소        | 두바이 | [ 184 ]                                                    |
| 4    | 마리나 106                          | 445 미터 (1,460 ft) | 106  | -           | 두바이 | [ 185 ]                                                    |
| 5    | 아랍텍 타워                         | 369 미터 (1,211 ft) | 77   | 2017        | 두바이 |                                                            |
| 6    | 라이트하우스 타워                   | 402 미터 (1,319 ft) | 66   | 2012        | 두바이 | 취소                                                       |
| 7    | I&M 타워                            | 290 미터 (950 ft)   | 46   | 2012        | 두바이 | [ 187 ] [ 188 ]                                            |
| 8    | 더 팜 트럼프 인터내셔널 호텔 & 타워 | 270 미터 (890 ft)   | 62   | 2011        | 두바이 | [ 189 ]                                                    |
| 9    | 메트로 타워                         | 250 미터 (820 ft)   | 45   | 2012        | 두바이 | [ 190 ] [ 191 ]                                            |
| 10   | 아난타라 호텔                       | 234 미터 (768 ft)   | 45   | 2008        | 두바이 | [ 192 ]                                                    |
| 11   | 티아라 유나이티드 타워 1            | 225 미터 (738 ft)   | 61   | 2010        | 두바이 | [ 193 ] [ 194 ]                                            |
| 12   | 티아라 유나이티드 타워 2            | 225 미터 (738 ft)   | 61   | 2010        | 두바이 | [ 195 ] [ 196 ]                                            |
| 13   | 주메이라 레이크 아파트먼트          | 219 미터 (719 ft)   | 40   | 2008        | 두바이 | [ 197 ]                                                    |
| 14   | 주메이라 레이크 오피스              | 219 미터 (719 ft)   | 40   | 2008        | 두바이 | [ 198 ]                                                    |
| 15   | 알 보라크 타워                      | 210 미터 (690 ft)   | 45   | 2009        | 두바이 | [ 199 ] [ 200 ]                                            |

### 승인됨
이 표에는 아랍에미리트에서 건축 허가를 받은 마천루가 나열되어 있으며 높이가 180 미터 (591 ft) 이상으로 상승할 것으로 예상된다.
| 순위 | 이름                     | 높이* m (ft)          | 층수 | 연도* (est.) | 도시     | 비고                 |
| ---- | ------------------------ | --------------------- | ---- | ------------ | -------- | -------------------- |
| 1    | 두바이 크릭 타워         | 1,350 미터 (4,430 ft) | 54   | 2022         | 두바이   |                      |
| 2    | 부르즈 2020              | 660 미터 (2,170 ft)   | 115  | 2028         | 두바이   |                      |
| 3    | 더 어드레스 더 BLVD      | 370 미터 (1,210 ft)   | 72   | 2015         | 두바이   | [ 201 ]              |
| 4    | 타메에르 커머셜 타워     | 300 / 985             | 74   | 2011         | 아부다비 | [ 202 ]              |
| 5    | 비다 자빌                | 329 미터 (1,079 ft)   | 73   | 2020         | 두바이   |                      |
| 6    | 더 그랜드 블러바드 타워  | 291 미터 (955 ft)     | 69   | —            | 두바이   | [ 203 ]              |
| 7    | 마리나 아카데미          | 268 미터 (879 ft)     | 65   | —            | 두바이   | [ 204 ]              |
| 8    | JB 타워                  | 264 미터 (866 ft)     | 60   | —            | 두바이   | [ 205 ]              |
| 9    | 이스캔 타워              | 256 미터 (840 ft)     | 60   | —            | 두바이   | [ 206 ]              |
| 10   | 부르즈 파크 3            | 253 미터 (830 ft)     | 60   | —            | 두바이   | [ 207 ]              |
| 11   | 부르즈사이드 테라스      | 248 미터 (814 ft)     | 62   | —            | 두바이   | [ 208 ]              |
| 12   | 더 맨션 앳 부르즈 할리파 | 227 미터 (745 ft)     | 60   | —            | 두바이   | [ 209 ]              |
| 13   | 닐리 타워                | 220 미터 (720 ft)     | 57   | —            | 두바이   | 낡은 제안으로 간주됨 |
| 14   | 에티하드 타워 5          | 217 미터 (712 ft)     | 56   | 2011         | 아부다비 | [ 102 ]              |
| 15   | 알 보라크 타워           | 210 미터 (690 ft)     | 45   | —            | 두바이   | [ 199 ] [ 200 ]      |
| 16   | 아이리스 미스트          | 200 미터 (660 ft)     | 54   | —            | 두바이   | [ 212 ] [ 213 ]      |
| 17   | 더 셰필드 타워           | 200 미터 (660 ft)     | 46   | —            | 두바이   | [ 214 ] [ 215 ]      |
| 18   | 포천 아라아메스          | 200 미터 (660 ft)     | 45   | —            | 두바이   | 낡은 제안으로 간주됨 |
| 19   | 엘 마타도르 타워         | 185 미터 (607 ft)     | 43   | —            | 두바이   | 낡은 제안으로 간주됨 |
| 20   | 마그 220 타워            | 180 미터 (590 ft)     | 45   | —            | 두바이   | 낡은 제안으로 간주됨 |
| 21   | 아라비안 크라운          | 180 미터 (590 ft)     | 45   | —            | 두바이   | 낡은 제안으로 간주됨 |

*대시 (—)가 있는 테이블 항목은 완공 날짜에 대한 정보가 아직 릴리스되지 않았음을 나타낸다.

### 제안됨
이 표에는 아랍에미리트에서 건축을 위해 제안된 마천루가 나열되어 있으며 높이가 180 미터 (591 ft) 이상으로 상승할 것으로 예상된다.
| 순위 | 이름                   | 높이* ft (m)          | 층수 | 연도* (est.) | 도시     | 비고                                |
| ---- | ---------------------- | --------------------- | ---- | ------------ | -------- | ----------------------------------- |
| 1    | 두바이 시티 타워       | 2,400 미터 (7,900 ft) | 400  | 2025         | 두바이   | 또한 두바이 수직 도시로 알려져 있음 |
| 2    | 원 파크 애비뉴         | 600 미터 (2,000 ft)   | 125  | 2026년 완공  | 두바이   | 낡은 제안으로 간주됨                |
| 3    | 부르즈 알 파튼         | 463 미터 (1,519 ft)   | 96   | —            | 두바이   | [ 226 ]                             |
| 4    | DIFC 타워 1            | 420 미터 (1,380 ft)   | 100  | 2015         | 두바이   | [ 227 ]                             |
| 5    | 다이내믹 타워          | 388 미터 (1,273 ft)   | 80   | 2018         | 두바이   | [ 228 ]                             |
| 6    | P-17                   | 379 미터 (1,243 ft)   | 78   | 2011         | 두바이   | 또한 하드 록 호텔으로 알려짐        |
| 7    | 시그너처 타워 오피스   | 357 미터 (1,171 ft)   | 75   | —            | 두바이   | 낡은 제안으로 간주됨                |
| 8    | 더 서클                | 330 미터 (1,080 ft)   | 66   | —            | 두바이   | 낡은 제안으로 간주됨                |
| 9    | 셰이크 하셔 타워       | 291 미터 (955 ft)     | 62   | —            | 두바이   | 낡은 제안으로 간주됨                |
| 10   | 시그너처 타워 호텔     | 286 미터 (938 ft)     | 65   | —            | 두바이   | 낡은 제안으로 간주됨                |
| 11   | G-타워                 | 280 미터 (920 ft)     | 45   | 2012         | 두바이   | [ 236 ] [ 237 ]                     |
| 12   | 마다인 호텔            | 270 미터 (890 ft)     | 65   | —            | 두바이   | [ 233 ]                             |
| 13   | 시그너처 타워 레지던셜 | 232 미터 (761 ft)     | 55   | —            | 두바이   | 낡은 제안으로 간주됨                |
| 14   | 엠파이어 아일랜드 타워 | 230 / 755             |      | 2012         | 아부다비 | [ 239 ]                             |
| 15   | 사바 타워 4            | 222 미터 (728 ft)     | 47   | —            | 두바이   | [ 240 ] [ 241 ]                     |
| 16   | 아부다비 클락 타워     | 200 / 656             |      | 2009         | 두바이   | [ 242 ] [ 243 ]                     |

*대시  (—)가 있는 테이블 항목은 마천루 높이 및 / 또는 완공 날짜에 관한 정보가 아직 공개되지 않았음을 나타낸다.

## 가장 높은 건물의 타임라인

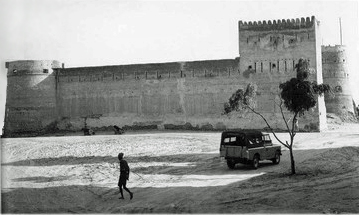
알 파히디 포트는 아랍에미리트에서 가장 오래된 건물으로 179년 동안 가장 높았다.

이것은 아랍에미리트에 있는 건물의 타임라인이다.
| 순위 | 이름                    | 가장 높은 연도 | 높이* ft (m)        | 층수 | 도시     | 비고    |
| ---- | ----------------------- | -------------- | ------------------- | ---- | -------- | ------- |
| 1    | 알 파히디 포트          | 1799–1973      | 23 미터 (75 ft)[D]  | 1    | 두바이   | [ 245 ] |
| 2    | 셰이크 라시드 빌딩      | 1973–1978      | [D]                 | 15   | 두바이   |         |
| 3    | 두바이 세계 무역 센터   | 1979–1999      | 149 미터 (489 ft)   | 39   | 두바이   | [ 246 ] |
| 4    | 바이누나 힐튼 타워 호텔 | 1994–1999      | 165 미터 (541 ft)   | 42   | 아부다비 |         |
| 5    | 부르즈 알 아랍          | 1999–2000      | 321 미터 (1,053 ft) | 60   | 두바이   | [ 29 ]  |
| 6    | 에미리트 오피스 타워    | 2000–2009      | 355 미터 (1,165 ft) | 54   | 두바이   | [ 21 ]  |
| 7    | 알마스 타워             | 2009–2010      | 360 미터 (1,180 ft) | 74   | 두바이   | [ 17 ]  |
| 8    | 부르즈 할리파           | 2010–현재      | 828 미터 (2,717 ft) | 160  | 두바이   | [ 1 ]   |

## 같이 보기
- 두바이의 마천루 목록
- 아시아의 마천루 목록
- 마천루 목록

## 각서
A. ^  꼭대기에 오르지만, 공사중이다.